# Nekrolog 1485
Nekrolog
◄◄
| ◄
| 1481
| 1482
| 1483
| 1484
| 1485 | 1486 | 1487 | 1488 | 1489 | ► | ►►
Weitere Ereignisse | Allgemeiner Nekrolog 1485
Die Beschreibung der verstorbenen Person sollte so kurz wie möglich gehalten sein und nur deren signifikante Tätigkeit(en) enthalten.
Neue Namen ggf. auch unter dem Geburts- und Sterbedatum, also etwa unter 1. Januar und im Geburts- und Sterbejahr (2024) eintragen (nur bei entsprechender großer Wichtigkeit). Für Beispiele siehe die schon vorhandenen Artikel.
Außerdem über die fünf zuletzt Verstorbenen, zu denen es einen ausreichend guten Artikel für eine Präsentation auf der Hauptseite gibt, nach der todesbedingten Überarbeitung der Artikel ggf. auch unter Wikipedia Diskussion:Hauptseite informieren und sie am besten auch in den anderen Wikipedia-Sprachversionen eintragen. Tipp: Regelmäßig bei news.google.de nach „ist tot“, „gestorben“ oder „verstorben“ suchen.
Wenn eine Person gestorben ist, gibt es viele Seiten zu dieser Person in der Wikipedia, die davon auch betroffen sind und entsprechend aktualisiert werden müssen. Beispiele: Namenübersichtsseite, Geburtsjahr, Geburtsort-Seiten und viele mehr.
Wie finde ich die betroffenen Seiten?
Im Suchfeld auf der linken Seite gibt man den Suchbegriff so ein: „Vorname Nachname“. Dann klickt man auf Volltext und alle Seiten mit entsprechendem Suchtext werden aufgerufen. Hier sieht man dann schnell, wo auch das Todesjahr Sinn macht oder sogar ein Teil des Artikels angepasst werden muss. Auch hilft das „Werkzeug“ auf der linken Seite sehr gut, um solche Seiten aufzufinden: „Links auf diese Seite“. Somit ist die Wikipedia wieder aktuell in allen Bereichen! Hinweis: bei Eintragung der Kategorie „Gestorben JAHR“ wird der Missbrauchsfilter 49 ausgelöst, was jedoch nicht schlimm ist. Siehe: Spezial:Missbrauchsfilter/49
Dies ist eine Liste von im Jahr 1485 verstorbenen bekannten Persönlichkeiten. Die Einträge erfolgen innerhalb der einzelnen Daten alphabetisch sortiert. Tiere sind im Nekrolog für Tiere zu finden.

## Januar
| Tag        | Name                        | Beruf, bekannt als                                              | Alter | Beleg |
| ---------- | --------------------------- | --------------------------------------------------------------- | ----- | ----- |
| 18. Januar | Andreas Grego von Peschiera | italienischer Theologe                                          |       |       |
| 20. Januar | Eustochia Smeralda Calafato | italienische Ordensfrau                                         | 50    |       |
| 25. Januar | Anna von Lustadt            | Adelige, Zisterzienserin, Äbtissin im Kloster Rosenthal (Pfalz) |       |       |

## Februar
| Tag         | Name                 | Beruf, bekannt als | Alter | Beleg |
| ----------- | -------------------- | ------------------ | ----- | ----- |
| 28. Februar | Niclas von Abensberg | Graf von Abensberg |       |       |

## März
| Tag      | Name                             | Beruf, bekannt als         | Alter | Beleg |
| -------- | -------------------------------- | -------------------------- | ----- | ----- |
| 16. März | Anne Neville                     | Königsgemahlin von England | 28    |       |
| 20. März | Mary Stewart, Countess of Buchan | schottische Adlige         |       |       |

## April
| Tag       | Name                           | Beruf, bekannt als                          | Alter | Beleg |
| --------- | ------------------------------ | ------------------------------------------- | ----- | ----- |
| 1. April  | Thomas Lumley, 2. Baron Lumley | englischer Adeliger                         | 76    |       |
| 18. April | Mathilde von Baden             | Äbtissin in Trier                           |       |       |
| 23. April | Nicolaus Dedelow               | katholischer Theologe und Hochschullehrer   |       |       |
| 24. April | Johannes Tröster               | deutscher Kanoniker und Humanist            |       |       |
| April     | Gerhard Halepaghe              | deutscher Geistlicher, Buxtehuder Gelehrter |       |       |

## Mai
| Tag    | Name                            | Beruf, bekannt als    | Alter | Beleg |
| ------ | ------------------------------- | --------------------- | ----- | ----- |
| 2. Mai | Roger Clifford                  | englischer Ritter     |       |       |
| 8. Mai | Robert Maxwell, 2. Lord Maxwell | schottischer Adeliger |       |       |

## Juni
| Tag      | Name                 | Beruf, bekannt als                  | Alter | Beleg |
| -------- | -------------------- | ----------------------------------- | ----- | ----- |
| 17. Juni | Arnold von Burgsdorf | Bischof von Brandenburg (1472–1485) |       |       |

## Juli
| Tag      | Name           | Beruf, bekannt als             | Alter | Beleg |
| -------- | -------------- | ------------------------------ | ----- | ----- |
| 20. Juli | Johannes Meyer | Chronist und Ordensgeistlicher |       |       |

## August
| Tag        | Name                                          | Beruf, bekannt als                 | Alter | Beleg |
| ---------- | --------------------------------------------- | ---------------------------------- | ----- | ----- |
| 7. August  | Alexander Stewart, 1. Duke of Albany          | schottischer Adliger               |       |       |
| 11. August | Pietro Foscari                                | italienischer Geistlicher          |       |       |
| 15. August | Albrecht II.                                  | Herzog des Fürstentums Grubenhagen | 65    |       |
| 22. August | William Brandon                               | Bannerträger von Heinrich Tudor    |       |       |
| 22. August | Walter Devereux, 1. Baron Ferrers of Chartley | englischer Adeliger und Militär    |       |       |
| 22. August | John Howard, 1. Duke of Norfolk               | englischer Adliger                 |       |       |
| 22. August | Richard III.                                  | König von England (1483–1485)      | 32    |       |

## September
| Tag          | Name                      | Beruf, bekannt als                                    | Alter | Beleg |
| ------------ | ------------------------- | ----------------------------------------------------- | ----- | ----- |
| 4. September | Stephan von Pfalz-Simmern | Domherr in Straßburg, Mainz, Köln, Speyer und Lüttich |       |       |

## Oktober
| Tag         | Name            | Beruf, bekannt als                                               | Alter | Beleg |
| ----------- | --------------- | ---------------------------------------------------------------- | ----- | ----- |
| 27. Oktober | Rudolf Agricola | niederländischer frühhumanistischer Schriftsteller und Gelehrter |       |       |

## November
| Tag         | Name                | Beruf, bekannt als                 | Alter | Beleg |
| ----------- | ------------------- | ---------------------------------- | ----- | ----- |
| 4. November | Françoise d’Amboise | durch Heirat Herzogin von Bretagne | 58    |       |
| 4. November | Giovanni Mocenigo   | Doge von Venedig                   |       |       |

## Dezember
| Tag         | Name            | Beruf, bekannt als        | Alter | Beleg |
| ----------- | --------------- | ------------------------- | ----- | ----- |
| 2. Dezember | Jean de Bourbon | Abt von Cluny (1456–1480) |       |       |

## Datum unbekannt
| Tag | Name                             | Beruf, bekannt als                                            | Alter | Beleg |
| --- | -------------------------------- | ------------------------------------------------------------- | ----- | ----- |
|     | Abu l-Hasan Ali                  | Emir von Granada                                              |       |       |
|     | Alfons von Aragonien und Escobar | Feldherr                                                      |       |       |
|     | John Babington                   | englischer Ritter                                             |       |       |
|     | Hinrik Funhof                    | deutscher Maler der Spätgotik                                 |       |       |
|     | Metz von Gemmingen               | Stifterin                                                     |       |       |
|     | Cornelius Heyns                  | Komponist, Sänger und Kleriker                                |       |       |
|     | Jean IV. de Foix-Grailly         | Captal de Buch                                                |       |       |
|     | Arnoul Gréban                    | französischer Autor, Theologe, Sänger, Organist und Dramaturg |       |       |
|     | Friedrich Mauerkircher           | Bischof von Passau                                            |       |       |
|     | Georg von Pappenheim             | Begründer der Treuchtlinger Linie derer von Pappenheim        |       |       |
|     | Diebold Schilling der Ältere     | Geschichtsschreiber und Verfasser der Berner Chronik          |       |       |
|     | Othmar Schlaipfer                | Schweizer Bürgermeister                                       |       |       |
|     | Suvanna Ban Lang                 | König von Lan Xang                                            |       |       |
|     | Vuk Grgurević                    | serbischer Despot                                             |       |       |
|     | Ulrich Wagner                    | Schweizer Uhrmacher und Kunstschmied                          |       |       |